# Чашино-Ильдикан
Чашино-Ильдикан — село в Нерчинско-Заводском районе Забайкальского края России. Административный центр и единственный населённый пункт сельского поселения «Чашино-Ильдиканское».

## География
Село находится в южной части района, на правом берегу водотока Чашинский Ильдикан (приток Средней Борзи), при автодороге 76К-008, на расстоянии примерно 34 километров (по прямой) к юго-западу от села Нерчинский Завод. Абсолютная высота — 578 метров над уровнем моря.
Климат
Климат характеризуется как резко континентальный, с продолжительной морозной зимой и относительно коротким тёплым летом. Средняя температура самого тёплого месяца (июля) составляет 18 — 19 °С (абсолютный максимум — 40 °С). Средняя температура самого холодного месяца (января) — −28,9 °С (абсолютный минимум — −53 °С). Годовое количество осадков — 412—420 мм.
Часовой пояс
Село Чашино-Ильдикан находится в часовой зоне МСК+6. Смещение применяемого времени относительно UTC составляет +9:00.

## История
Основано в 1777 году. До 1917 года одноклассное училище, хлебозапасный магазин, поселковое правление и торговые лавки. Через село проходил почтовый тракт. В 1931 году, в ходе коллективизации, был образован колхоз «Реконструкция», который в 1951 году вошёл в состав колхоза имени Ф. А. Погодаева (с 1961 года — совхоз «Михайловский»).

## Население
| 1989 | 2002 | 2010 | 2012 | 2013 | 2014 | 2015 |
| ---- | ---- | ---- | ---- | ---- | ---- | ---- |
| 495  | ↘365 | ↘315 | ↘299 | ↗301 | ↘299 | ↗301 |
| 2016 | 2017 | 2018 | 2019 | 2020 | 2021 |      |
| ↗306 | →306 | ↘301 | ↘298 | ↗302 | ↘229 |      |

Половой состав
По данным Всероссийской переписи населения 2010 года в гендерной структуре населения мужчины составляли 52,4 %, женщины — соответственно 47,6 %.
Национальный состав
Согласно результатам переписи 2002 года, в национальной структуре населения русские составляли 89 % из 365 чел.

## Инфраструктура
В селе функционируют основная общеобразовательная школа, детский сад, клуб, библиотека и фельдшерско-акушерский пункт.

## Улицы
Уличная сеть села состоит из семи улиц.